# 北票鸟化石国家级自然保护区
北票鸟化石自然保护区位于辽宁省北票市境内，总面积4630公顷。是一个以中华龙鸟、原始祖鸟、孔子鸟等珍稀古生物化石为主要保护对象的自然保护区。

## 历史
1997年辽宁省政府批准建立省级自然保护区，1998年8月经国务院批准晋升为国家级自然保护区。

## 保护意义
保护区内完备的中生代地层及其所含门类众多的化石，在全世界占有极其重要的地位。目前，已陆续发现鸟类化石(11属、14种)250余块，其中中华龙鸟、原始祖鸟被专家们认为接近于鸟类的始祖，远比德国始祖鸟为早，孔子鸟的时代也基本可与德国的始祖鸟相比，这一发现从根本上动摇了古生物界认为德国始祖鸟是一切鸟类祖先的传统看法，为解开生命发展史上世界四大难题之一——鸟类起源与早期演化的重大理论问题取得了突破。
本区不仅产出重要的鸟类化石，而且还发现众多门类的其它化石。计有6个门、14个纲、20类化石，动物化石除鸟类外，还有爬行类、鱼类、叶肢介类、介形虫类、昆虫类、双壳类和腹足类，此外还有蛋及足印类化石，共3个门、8个纲、46个属、83种。植物化石从蕨类植物到高等的被子植物计2个门、3个亚门、6个纲以及分类位置不明的硅化木、种子及孢子花粉化石等。